# Mixer (вебсайт)
Mixer — платформа для транслювання відеоігор наживо. Перебуває у власності Microsoft, штаб-квартира розташована в Сіетлі. Офіційний запуск служби відбувся 5 січня 2016 року під назвою Beam, утім у травні 2017 вебсайт було перейменовано на Mixer.
Сервіс робить акцент на інтерактивності з низькою затримкою етерів і платформою для здійснення глядачами дій, що можуть впливати на трансляцію.